# 充國縣
充國縣是漢代巴郡所屬的一個縣，東漢和帝永元二年（90年）分閬中復置，漢獻帝初平四年（193年），復分為南充國縣。建安六年，劉璋分巴郡墊江以上為巴西郡，又分為西充國縣、南充國縣。其轄地在今川東北地區南充市的大部分地區。